# Pantalón chino

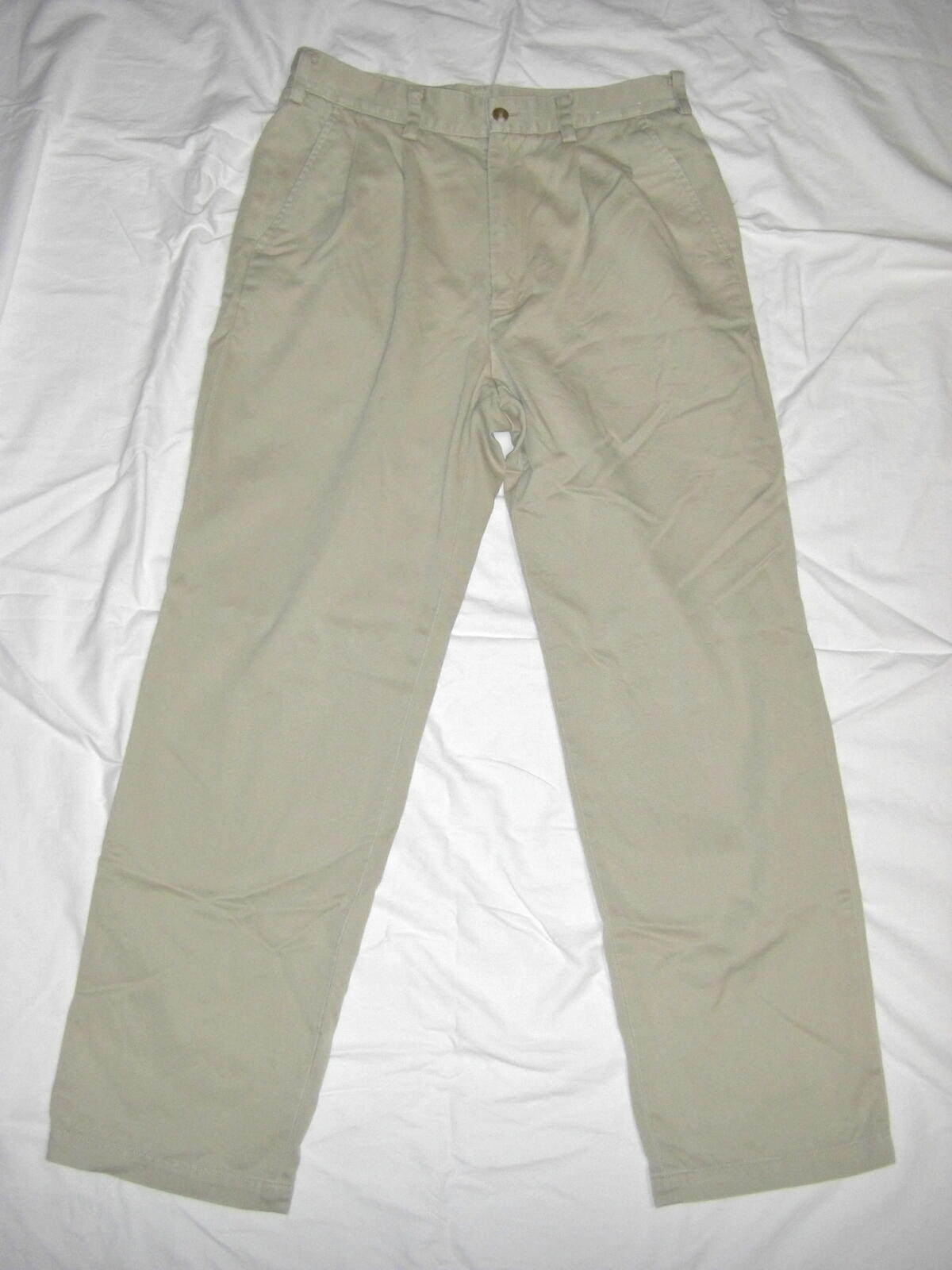
Pantalón chino color caqui.

El pantalón chino es un pantalón de sarga china, un tejido de algodón entramado. Por regla general, son pantalones ligeros de verano y su composición típica es de algodón.
El tejido de sarga se utilizó por primera vez en los pantalones de los uniformes británicos y franceses a partir de mediados del siglo XIX. Tras el regreso de los soldados estadounidenses de la guerra hispano-estadounidense en 1898, se introdujeron estos pantalones en la ropa civil.
El origen del nombre es discutido. Según una teoría, como el tejido se fabricaba originalmente en China, en Filipinas se le dio el nombre español de chino, que luego se trasladó a los pantalones. Según otra teoría, el nombre proviene de la palabra latinoamericana-española para "asado", que a su vez proviene del persa y significa ese color típico.
Hoy en día, los chinos se fabrican en muchos colores. Los colores claros son más comunes, ya que los chinos eran originalmente pantalones de verano. Sin embargo, actualmente se llevan en todas las estaciones del año y en una gran variedad de combinaciones: deportivos con zapatillas de deporte y una camiseta o más elegantes con un calzado fino como mocasines y una camisa o blusa.